# Královská brána ve Štětíně
Královská brána (něm. Königstor nebo Anklamer Tor, pol. Brama Królewska) je bývalá součást fortifikačního systému ve Štětíně, postavená v letech 1725–1728 podle návrhu nizozemského architekta Gerharda Corneliusa van Wallrawe. Nachází se na městském sídlišti Staré Město na náměstí Pruského holdu (pol. plac Hołdu Pruskiego). Je chráněna jako kulturní památka (č. A-791 z 11. července 1954).

## Historie
Je to jedna ze dvou (vedle Přístavní brány) brán zachovaných až do současnosti, které jsou zbytkem starého pruského opevnění. Fasádu ozdobil francouzský sochař Bartholomé Damart. Atiku zdobí Mars s mečem a štítem, Herkules s kyjem a lví kůží a oválný štít s erbem Pruska, korunovaný královskou korunou.
Do roku 2000 v Braně sídlila kavárna „Brama Jazz Cafe“. V současnosti (2020) uvnitř Brány funguje kašna čokolády Wedel. Brána v roce 1994 prošla rekonstrukcí.

## Galerie

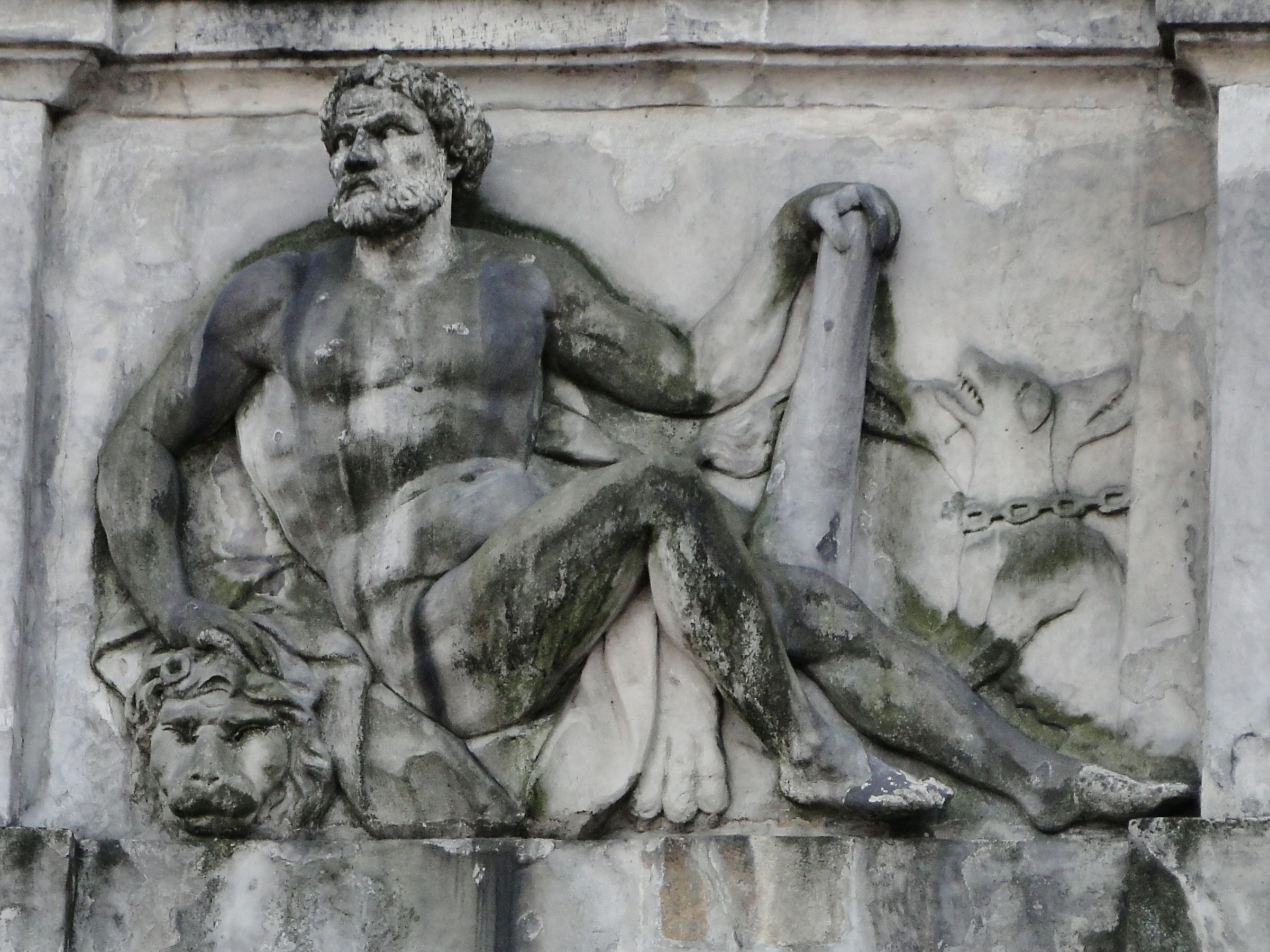
Herkules s kyjem a lví kůží
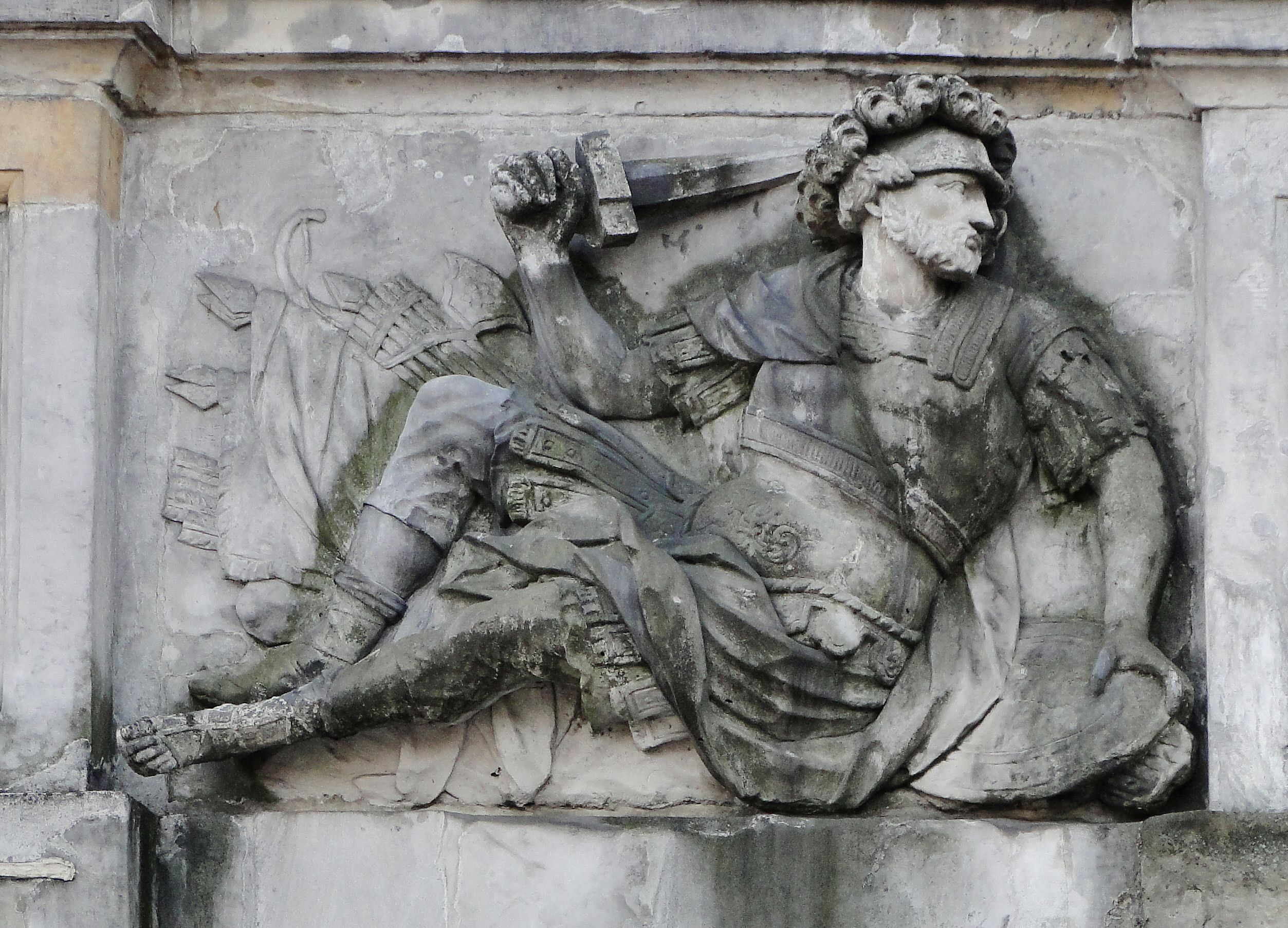
Mars s mečem a štítem
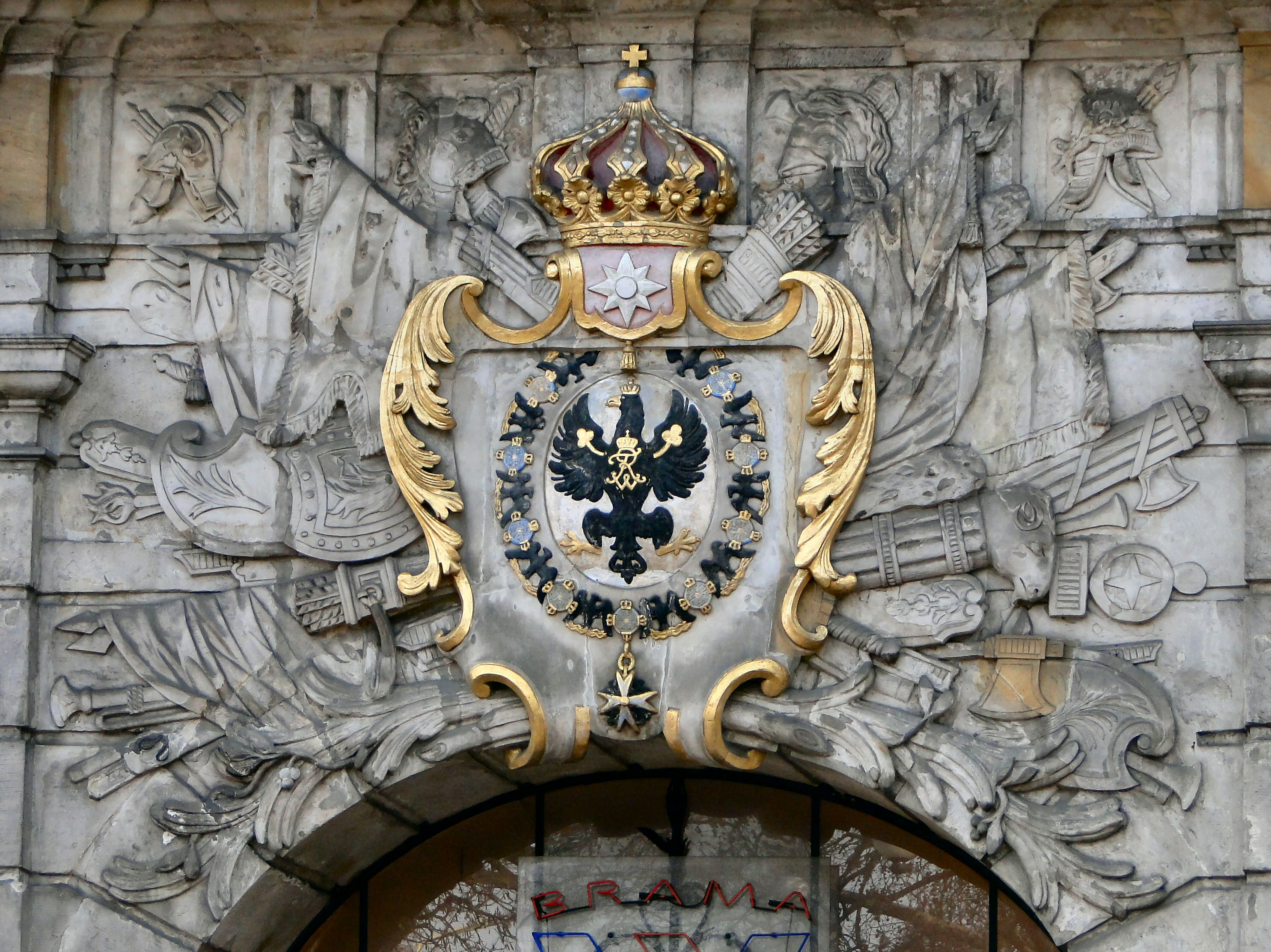
Štít s erbem Pruska
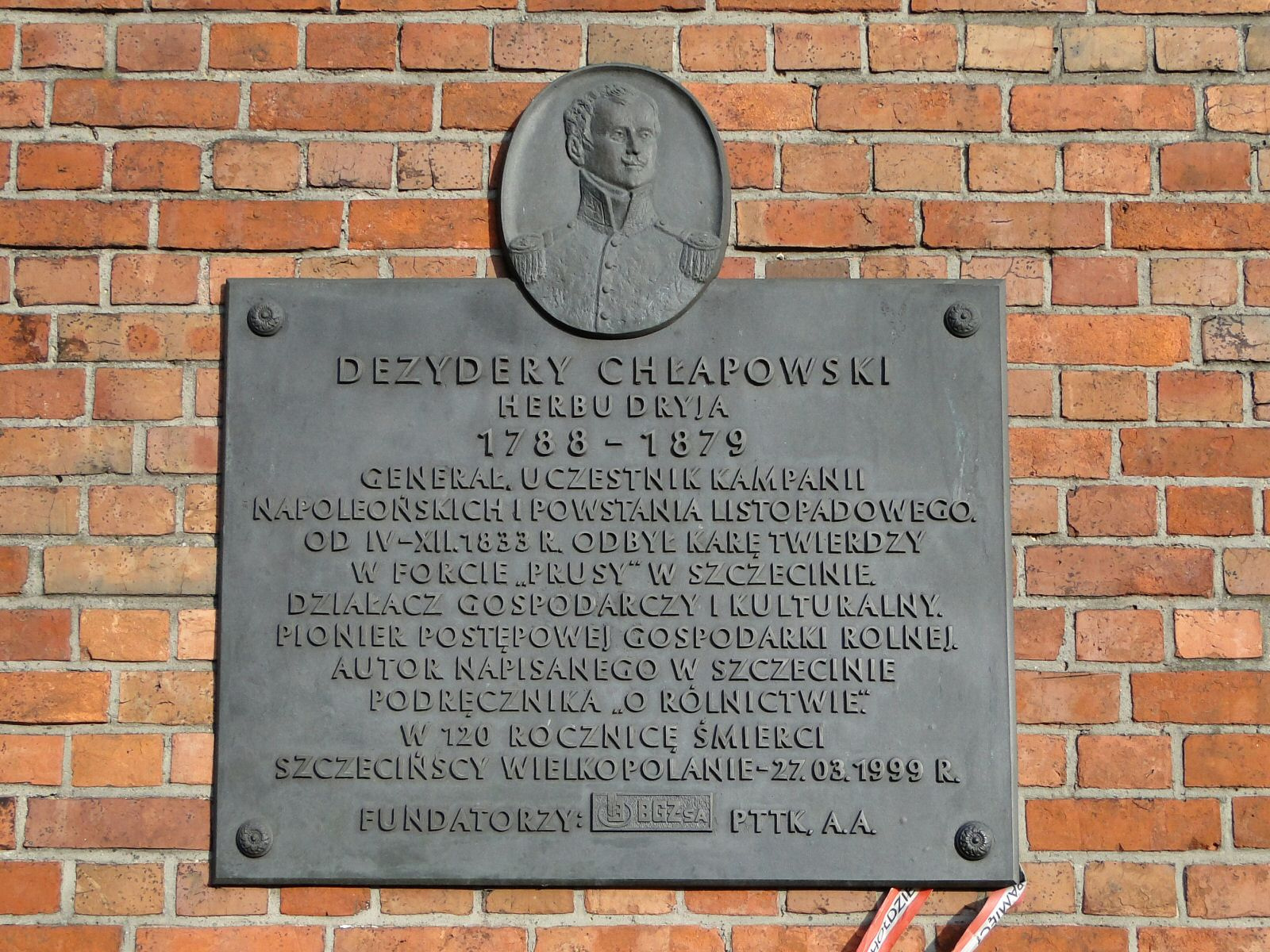
Pamětní deska věnovaná  Dezyderovi Chłapowskiemu